# Magomiedchan Magomiedow
Magomiedchan Magomiedowicz Magomiedow (ros. Магомедхан Магомедович Магомедов; ur. 27 stycznia 1998) – rosyjski, a od 2022 roku azerski zapaśnik startujący w stylu wolnym. Brązowy medalista olimpijski z Paryża 2024 w kategorii 97 kg. Srebrny medalista mistrzostw świata w 2023 i brązowy w 2022 roku. 
Triumfator mistrzostw Europy w 2022; drugi w 2023 i 2024. Mistrz świata juniorów w 2018 roku.